# Пулс (Холштајн)
Пулс (њем. Puls) општина је у њемачкој савезној држави Шлезвиг-Холштајн. Једно је од 112 општинских средишта округа Штајнбург. Према процјени из 2010. у општини је живјело 615 становника. Посједује регионалну шифру (AGS) 1061087.

## Географски и демографски подаци
Пулс се налази у савезној држави Шлезвиг-Холштајн у округу Штајнбург. Општина се налази на надморској висини од 30 метара. Површина општине износи 10,9 km². У самом мјесту је, према процјени из 2010. године, живјело 615 становника. Просјечна густина становништва износи 56 становника/km².